# Graptomyza setigloba
Graptomyza setigloba är en tvåvingeart som beskrevs av Hull 1941. Graptomyza setigloba ingår i släktet Graptomyza och familjen blomflugor.
Artens utbredningsområde är Filippinerna. Inga underarter finns listade i Catalogue of Life.